# Piacenzien
| Systeem Periode                          | Serie Tijdvak | Etage Tijdsnede | Ouderdom (Ma) |
| ---------------------------------------- | ------------- | --------------- | ------------- |
| Kwartair                                 | Pleistoceen   | Gelasien        | jonger        |
| Neogeen                                  | Plioceen      | Piacenzien      | 2,58–3,600    |
| Neogeen                                  | Plioceen      | Zanclien        | 3,600–5,333   |
| Neogeen                                  | Mioceen       | Messinien       | 5,333–7,246   |
| Neogeen                                  | Mioceen       | Tortonien       | 7,246–11,62   |
| Neogeen                                  | Mioceen       | Serravallien    | 11,62–13,82   |
| Neogeen                                  | Mioceen       | Langhien        | 13,82–15,97   |
| Neogeen                                  | Mioceen       | Burdigalien     | 15,97–20,44   |
| Neogeen                                  | Mioceen       | Aquitanien      | 20,44–23,03   |
| Paleogeen                                | Oligoceen     | Chattien        | ouder         |
| Indeling van het Neogeen volgens de ICS. |               |                 |               |

Het geologisch tijdperk Piacenzien (Vlaanderen: Piacenziaan) is in de geologische tijdschaal de laatste tijdsnede (of bovenste etage) in het Plioceen. Het Piacenzien duurde van 3,600 tot 2,58 Ma. Het volgt op het Zanclien en na het Piacenzien volgt de onderste etage van het Pleistoceen, het Gelasien (in Noord-Europa worden vaak de alternatieve etages Pretiglien en Tiglien gebruikt in plaats van het Gelasien).

## Naamgeving en definitie
Het Piacenzien werd in 1858 ingevoerd in de literatuur door Karl Mayer-Eymar, die de etage noemde naar de Italiaanse stad Piacenza. De golden spike voor het Piacenzien bevindt zich bij Punta Piccola op Sicilië.
De basis van het Piacenzien wordt gedefinieerd door de magnetische chronozone C2An (Gauss) en het uitsterven van de planktonische foraminiferen Globorotalia margaritae en Pulleniatina primalis. De top (de basis van het Pleistoceen) wordt gedefinieerd door de basis van magnetische chronozone C2r (Matuyama) en het laatste voorkomen van de kalkige nannoplankton-soorten Discoaster pentaradiatus en Discoaster surculus.